# Средња школа на Берковићима
Средња школа на Берковићима установа је за средње васпитно образовање у Берковићима. Почела је са радом 1. септембра 2001. године као истурено одељење „Центра средњих школа Требиње“, решењем основног суда у Требињу, а у склопу којег је деловала до 1. септембра 2007. године.

## Историја
Договором начелника општина Берковићи и Љубиње, а уз сагласност Министарства просвете и културе Републике Српске, као и Директора центра средњих школа Требиње и Средње школе „Светозар Ћоровић“ Љубиње школа делује у оквиру школе Љубиње од 1. септембра 2007. године.
Средња школа у Берковићима обучава ученике у струци: економија, право, трговина — занимање економски техничар, а у школској 2009/2010. години извела је шесту генерацију. Постојање ове школе показало се у потпуности оправдано јер су свршени ученици ове школе наставили школовање широм Босне и Херцеговине, од Мостара и Требиња, преко Сарајева до Бања Луке.
Предност ове школе огледа се у томе да постоји широки дијапазон факултета за које ученици школе могу да конкуришу. Тако постоје студенти на природно-математичком, Агрономском, Економском, Правном, Педагошком факултету, као и факултетима за Менаџмент у Требињу и Мостару.
Тренутно има 15 запослених, од тога 13 у настави и 2 помоћна радника (ложач-домар и хигијеничар). Од 13 професора који изводе наставу 2 долазе из Билећe, 2 из Требиња, 5 из Љубиња из матичне школе.
Школа има опремљен кабинет информатике, који тренутно користи застареле рачунаре, а нови су неопходни за квалитетно одвијање наставе из информатике и практичне наставе. У току су радови на уређењу спортских терена у оквиру школе, као и дворишта. Министарство просвете је одобрило један део средстава за прву фазу радова, али је због економске ситуације и неодстатка средстава даљe уређење обустављено.